# ريتشارد يورك (لاعب كرة قدم)
ريتشارد يورك (بالإنجليزية: Richard York)‏ (25 أبريل 1899 في المملكة المتحدة - 9 ديسمبر 1969 في المملكة المتحدة) هو لاعب كرة قدم بريطاني (وحمل سابقاً جنسية المملكة المتحدة لبريطانيا العظمى وأيرلندا) في مركز الوسط. شارك مع منتخب إنجلترا لكرة القدم. أما مع النوادي، فقد لعب مع أستون فيلا وبورت فايل وBrierley Hill Alliance F.C. ‏.

## وصلات خارجية
- ريتشارد يورك على موقع ناشيونال فوتبول تيمز (الإنجليزية)